# Periscyphis verhoeffi
Periscyphis verhoeffi är en kräftdjursart som beskrevs av Arcangeli1929. Periscyphis verhoeffi ingår i släktet Periscyphis och familjen Eubelidae. Inga underarter finns listade i Catalogue of Life.